# Cis bilamellatus
Cis bilamellatus is een keversoort uit de familie houtzwamkevers (Ciidae). De wetenschappelijke naam van de soort werd in 1884 gepubliceerd door Wood.